# Sauber C18
O C18 é o modelo da Sauber da temporada de 1999 da Fórmula 1. Condutores: Jean Alesi e Pedro Paulo Diniz.

## Resultados[1]
(legenda) 
| Ano  | Chassi | Motor                | Pneus | N° | Pilotos           | 1   | 2   | 3   | 4   | 5   | 6   | 7   | 8   | 9   | 10  | 11  | 12  | 13  | 14  | 15  | 16  | Pontos | Posição |  |
| ---- | ------ | -------------------- | ----- | -- | ----------------- | --- | --- | --- | --- | --- | --- | --- | --- | --- | --- | --- | --- | --- | --- | --- | --- | ------ | ------- |  |
|      |        |                      |       |    |                   |     |     |     |     |     |     |     |     |     |     |     |     |     |     |     |     |        |         |  |
|      |        |                      |       |    |                   | AUS | BRA | SMR | MON | ESP | CAN | FRA | GBR | AUT | GER | HUN | BEL | ITA | EUR | MAL | JPN |        |         |  |
| 1999 | C18    | Petronas SPE-03A V10 | B     | 11 | Jean Alesi        | Ret | Ret | 6   | Ret | Ret | Ret | Ret | 14  | Ret | 8   | 16  | 9   | 9   | Ret | 7   | 6   | 5      | 8º      |  |
| 1999 | C18    | Petronas SPE-03A V10 | B     | 12 | Pedro Paulo Diniz | Ret | Ret | Ret | Ret | Ret | 6   | Ret | 6   | 6   | Ret | Ret | Ret | Ret | Ret | Ret | 11  | 5      | 8º      |  |